# Lux Terka
Lux Terka, családi nevén Szőllőssy Györgyné Dancsházy Oláh Ida (Szilágysomlyó, 1868. február 20. – Budapest, 1938. május 9.) magyar írónő, a Pesti Hírlap munkatársa.

## Élete és munkássága
Oláh Lajos és Cseh Julianna leányaként született. 1885. szeptember 13-án Debrecenben házasságot kötött Szőllősi György ékszerész-aranyművessel. Halálát szívizomelfajulás okozta.
Könnyed hangú tárcáival tűnt fel, melyek többnyire a nők életének érzelmes vagy humoros motívumait dolgozzák fel. Műveinek legnagyobb része a Pesti Hírlapban jelent meg. Elbeszélő munkáiban sok a megértő életbölcselet. Szatirikus éllel rajzolta meg a pesti világot.

## Művei
- Marcsa gondolatai. Budapest, 1903.
- Lenci naplója. Budapest, 1905.
- Amire születtünk. Budapest, 1906.
- Una corda. Budapest, 1910.
- Emberek vagyunk. Budapest, 1912.
- Meseország. Budapest, 1913.
- Küzdelem az élettel. Budapest, 1913.
- Budapest. Budapest, 1918.
- Novellák. Budapest, 1919.
- Életre-halálra. Budapest, 1921.
- Kelet és nyugat. Budapest, 1921.
- A láthatatlan hajós. Budapest, 1927.
- Őszi ének. Budapest, 1929.
- Halk szerenád. Budapest, 1931.